# Model Beveridge

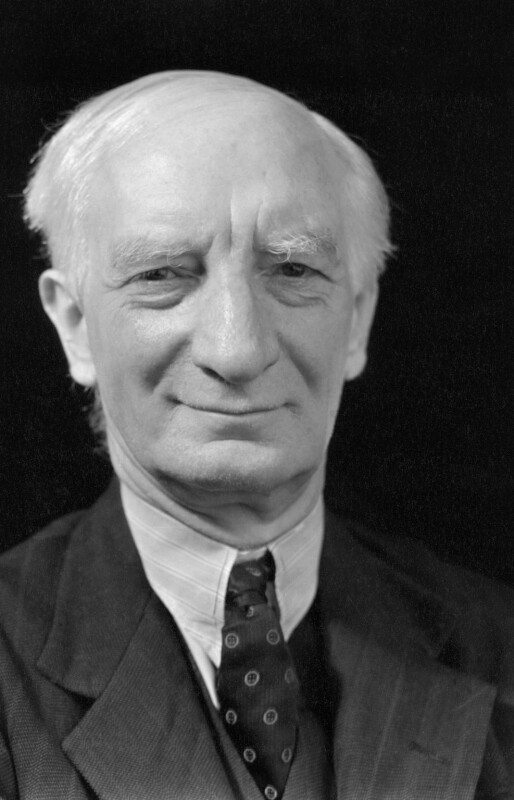
William Beveridge

El model Beveridge és un sistema d'atenció mèdica en el qual el govern brinda atenció mèdica a tots els seus ciutadans a través del pagament d'impostos sobre la renda. Aquest model va ser establert per primera vegada per William Beveridge al Regne Unit en 1948. Sota aquest sistema, la majoria dels hospitals i clíniques són propietat del govern; alguns metges i professionals de la salut són emprats del govern, però també hi ha institucions privades que cobren els seus honoraris al govern. Amb el govern com a pagador únic en aquest sistema d'atenció mèdica, elimina la competència en el mercat de l'atenció mèdica i ajuda a mantenir uns costos baixos. L'ús de l'impost sobre la renda com el principal finançament per a l'atenció mèdica permet que els serveis siguin gratuïts, la contribució dels pacients als impostos cobreix les seves despeses d'atenció mèdica.
Les polítiques aplicades en el model Beveridge poden variar, però la majoria dels països usen variacions d'aquest model combinat amb altres enfocaments d'atenció mèdica. Els països que operen en alguna variant del model Beveridge en la seva majoria empren un sistema d'atenció mèdica universal. Això garanteix que tots els residents d'un país tinguin garantit l'accés a l'atenció mèdica. Alguns dels països que actualment estan implementant polítiques del Model Beveridge són Gran Bretanya, Itàlia, Espanya, Dinamarca, Suècia, Noruega i Nova Zelanda.

## Història
El model Beveridge d'atenció mèdica va ser creat per primera vegada per William Beveridge, un economista i reformador social britànic, les idees del qual van portar a la creació dels Serveis Nacionals de Salut (NHS) de Gran Bretanya El model es va originar al Regne Unit i s'ha estès per moltes zones del món.
Aquest model també va ser popularitzat per TR Reid, un autor, reporter, documentalista i comentarista de ràdio nord-americana. TR Reid és l'autor del conegut llibre "The Healing of America" que es va publicar el 31 d'agost de 2010. En el llibre, Reid examina quatre models diferents d'atenció mèdica que s'utilitzen en les nacions industrialitzades riques i els compara amb el sistema d'atenció mèdica seguit pels Estats Units. Els models que Reid analitza en el llibre inclouen: el model Beveridge, el model Bismarck, l'assegurança mèdica nacional (NHI) i el model de despesa de butxaca.

## Cobertura i cost
El Model Beveridge emfatitza que la salut és un dret humà. Per tant, la cobertura universal és proporcionada pel govern i tot ciutadà té cobertura i accés a l'atenció mèdica.

## Crítiques
Una crítica al model Beveridge és la llarga llista d'espera per a rebre atenció mèdica. No obstant això, s'han observat temps d'espera igualment llargs en els sistemes de pagament privats, especialment en els pacients que es veuen obligats a passar anys sense un tractament mèdic necessari per no poden pagar.
Segons Joseph Kutzin, Coordinador de Polítiques de Finançament de l'Organització Mundial de la Salut, una altra preocupació respecte al sistema és com respondrà el govern a una crisi sanitària. En el cas d'una emergència nacional, el finançament de l'atenció mèdica pot disminuir a mesura que disminueixen els ingressos públics. Tal situació causaria molts problemes amb la gran afluència de pacients, i una solució seria assignar fons d'emergència abans de qualsevol crisi.
Tot i que una situació similar pot donar-se també en un sistema de pagament privat.